# Verdades ocultas
Verdades ocultas – chilijska telenowela emitowana od 2017 roku. Wyprodukowana przez AGTV Producciones oraz Chilefilms i emitowana na kanale Mega. Jest to najdłużej emitowana telenowela w historii telewizji chilijskiej.
W lutym 2021 oficjalnie potwierdzony został szósty sezon serialu.
Szósty sezon serialu miał premierę 2 marca 2021 roku.

## Obsada
| Aktor                   | Rola                                                   |
| ----------------------- | ------------------------------------------------------ |
| Camila Hirane           | Rocío Verdugo Flores / Martina Benavente Merino        |
| Solange Lackington      | Rocío Verdugo Flores (Ana Merino)                      |
| Carmen Zabala           | Agustina Mackenna Guzmán / Olivia Tapia Mackenna       |
| Catalina Guerra         | Agustina Mackenna Guzmán                               |
| Matías Oviedo           | Tomás Valencia Fernández / Cristobel Valencia Mackenna |
| Cristian Campos         | Tomás Valencia Fernández                               |
| Gabriel Urzúa           | Benjamín Valencia Verdugo                              |
| Cecilia Cucurella       | María Luisa Guzmán                                     |
| Mabel Farías            | Eliana Zapata                                          |
| Remigio Remedy          | Ricardo San Martín Marín                               |
| Cristián Arriagada      | Diego Castillo Hurtado / Gaspar Inostroza              |
| Felipe Castro           | Diego Castillo Hurtado                                 |
| Javiera Díaz de Valdés  | Samantha Müller Pérez / Julieta Müller Pérez           |
| Alejandra Fosalba       | Samantha Müller Pérez                                  |
| Maricarmen Arrigorriaga | Leticia Hurtado                                        |
| Constanza Araya         | Natalia                                                |